# Iveco TurboCity
El Iveco TurboCity es una clase de autobuses italianos de un piso construidos entre 1989 y 1996 por Iveco. Reemplazando al Effeuno, constaban de tres variantes con diferente disposición interna: Iveco 480 para servicios urbanos, Iveco 580 para servicios suburbanos e Iveco 680 para servicios interurbanos (solo en 12 m de longitud). Había disponibles modelos de solo chasis para la extensa industria italiana de carrocería.
Sucede al autobús urbano Iveco 480 TurboCity de 1989 del que deriva directamente.
El TurboCity estaba disponible en dos versiones:
- Iveco 490 - autobús urbano
- Iveco 590 - línea suburbana / suburbana

en varias longitudes: 10,5 - 12,0 y articulada 18,0 m.
La versión interurbana 690 nunca se comercializó. Sólo 5 ejemplares considerados como prototipos, el Iveco 690.18 articulado fueron vendidos al ARST de Cagliari en Cerdeña.
Se comercializó una versión híbrido en versión de 12 m, fabricada por SEAC-Viberti, con componentes Fiat Iveco y comercializada bajo la etiqueta Iveco 490.12 EYY Altrobus.
Como es habitual entre los italianos, los modelos están equipados con 2, 3 o 4 puertas de acceso laterales, pantalla de señalización de ruta frontal y lateral, instalación de audio y aire acondicionado opcional. El acceso a bordo es muy fácil debido al piso bajo y plano...
Los vehículos también fueron carrozados por Viberti en versiones urbanas y de línea. 
Los autobuses se proporcionaron (según el subfabricante elegido por el cliente) con dos longitudes de chasis diferentes, (9,5 m), 10,7 m y 12 m. También existía una versión articulada (empujador) con una longitud de 17,8 m, así como una versión trolebús con equipo eléctrico Ansaldo. 
El autobús estaba en servicio con numerosas empresas de transporte público en Italia, Europa del Este, Malasia y África.
Iveco intentó vender el TurboCity en variantes con volante a la derecha en el Reino Unido, se construyeron dos demostradores con carrocerías Alexander seguidos de un lote de seis autobuses con carrocería Wadham Stringer construidos para stock. Ningún operador en el Reino Unido ordenó ninguno y el prototipo Alexander de autobús de un piso se exportó a Singapur para su uso como entrenador de conductores. El autobús de dos pisos permaneció sin usarse en las instalaciones de Blythswood Vehicles en Glasgow durante 18 meses antes de encontrar a su primer comprador, luego pasó por varios operadores pequeños en Inglaterra hasta que un accidente puso fin a su carrera. Algunos de ellos se exportaron a Malasia para que los usara RapidKL.

El tipo 480/580 fue asistido por la clase Iveco TurboCity-R (TurboCity-UR 490/590) con una altura de piso inferior de 550 mm.

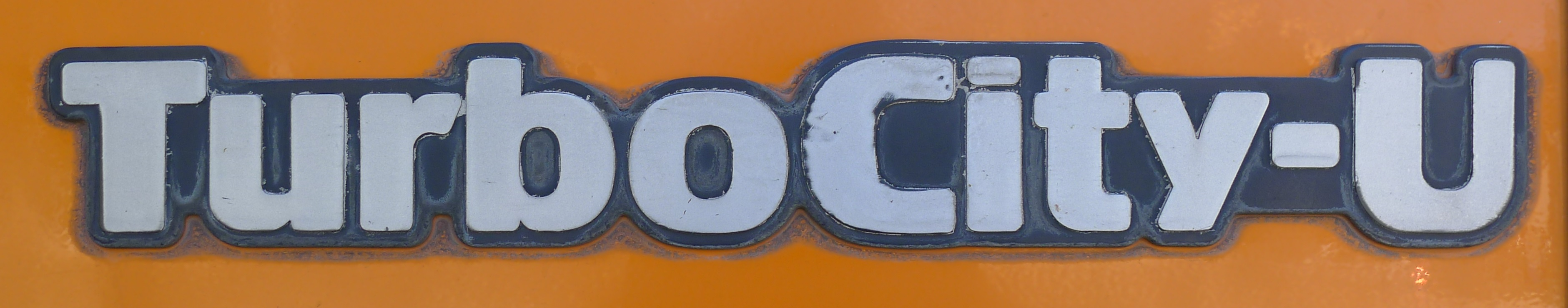
El logo de un TurboCity-U

## Difusión

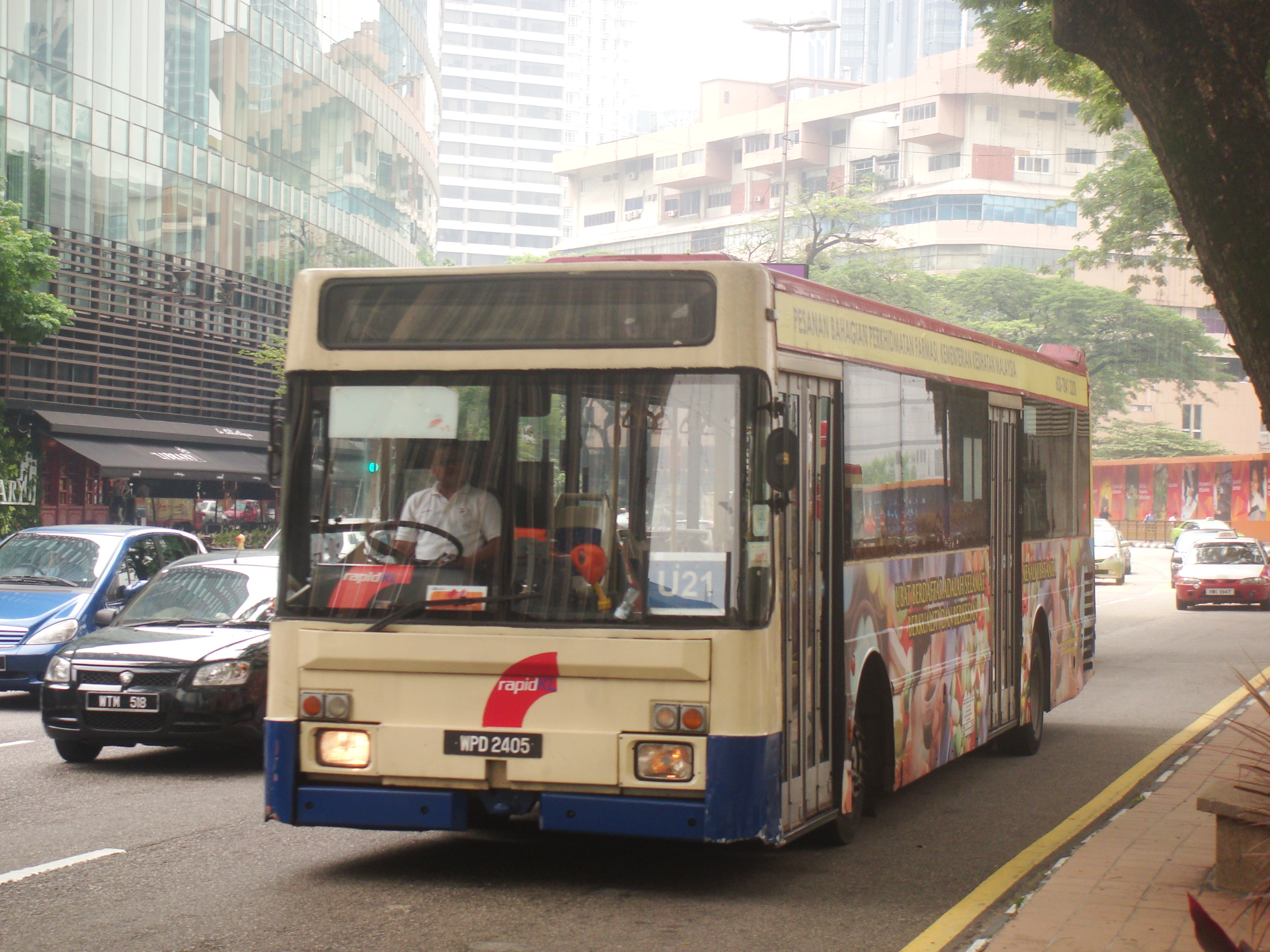
Autobús Iveco TurboCity de RapidKL en Kuala Lumpur, Malasia

El modelo 490 TurboCity UR Green, producido en más de 7000 unidades, fue, en ese momento, el autobús urbano más distribuido en Italia y en muchos países europeos, además de los grandes italianos ciudades como Milán, Roma y Turín donde su presencia fue sin competencia.
El 490 TurboCity UR Green sucede al modelo Iveco 480 TurboCity de 1989 e incorpora las características que lo hicieron tan exitoso, en particular el piso bajo y plano en toda su longitud. Fue uno de los primeros autobuses urbanos de este tipo en el mundo.
El Iveco 490 TurboCity fue reemplazado en 1996 por el modelo Iveco 491 CityClass. 

## La versión híbrida Iveco490 EYY "ALTROBUS"[1]
Este modelo parece haber sido hecho en 12 copias solo para la ATAC de Roma.

## La Pininfarina Hybus[2]
Durante el foro internacional "MobilityTech" sobre innovación tecnológica y desarrollo de la movilidad y el transporte celebrado en Milán los días 24 y 25 de octubre de 2011, Pininfarina presentó el Hybus, un autobús ecológico híbrido construido sobre la base de un Iveco 490 de 1994 Autobús urbano TurboCity Euro 1.
El proyecto, diseñado para la ciudad de Turín, tenía como objetivo convertir un autobús con motores Euro 0–1 o 2 en un autobús híbrido para aplicación en serie. El modelo expuesto el 21 de octubre de 2011 en la Piazza Duomo de Milán es el primer prototipo desarrollado en colaboración con GTT, empresa de transporte público de la ciudad de Turín. La conversión de un autobús antiguo con motor diésel en un autobús híbrido ecológico tiene una doble ventaja: reducir la contaminación urbana y reducir los costes operativos y las inversiones. De hecho, el Pininfarina Hybus ahorra un 60 % del precio de compra de un nuevo autobús híbrido. El revamping también permite eliminar en gran medida el problema de tratar con vehículos obsoletos, ya que se reutiliza todo el autobús, excepto el motor, simplemente reacondicionado y equipado con un nuevo motor de muy pequeña cilindrada más ecológico, el Fiat 1.3 MultiJet. con 92 hp DIN (69 kW).
Este pequeño motor diésel, premiado por sus cualidades medioambientales, cumple la normativa Euro 5, que recarga las baterías y proporciona las funciones hidráulicas y neumáticas del vehículo. La tracción está asegurada por dos motores eléctricos Magneti-Marelli. El paquete de baterías de iones de litio y el sistema de administración de baterías son suministrados y patentados por FAAM. Naturalmente, el sistema gestionado por ordenador permite recuperar energía durante el frenado.
El autobús conserva su carrocería original. Solo se realiza una pequeña modificación en la parte trasera para integrar y soportar el grupo de baterías. La distribución interior también se puede modernizar según los nuevos hábitos de los clientes, gráficos de pantallas informativas, colores, asientos, etc.
El autobús Pininfarina Hybus fue desarrollado por el "Centro Design e Engineering Pininfarina" de Cambiano (Turín), que ya había estudiado y desarrollado el proyecto Pininfarina BlueCar para el grupo Bolloré, y el laboratorio Nido, que diseñó dos proyectos de vehículos eléctricos: Nido EV, un prototipo de pequeño coche urbano y el vehículo presentado en el stand de Pininfarina en la feria AutoShanghai 2011 en fibra de carbono y materiales compuestos.

### Datos técnicos Hybus
El modelo que sirvió de base es un autobús urbano Iveco 490 Euro.1 de 1994.
- Intervenciones:
  - sustitución del motor diésel original por el Fiat 1.3 MultiJet motor Euro 5 de 69 kW que equipa varios modelos de automóviles como el Fiat Fiorino, Fiat Grande Punto, Opel Corsa, Citroën Nemo, Peugeot Bipper,
  - instalación de los dos motores eléctricos Magneti-Marelli,
  - instalación de un juego de baterías de ion-litio FAAM,
  - instalación del BMS - Battery Management System, para la recuperación de energía durante el frenado,
  - integración de la arquitectura informática para el control del funcionamiento del conjunto.

- Elementos sin cambios:
  - peso total del vehículo y su distribución en los ejes,
  - sistema de frenado y dirección (bomba hidráulica y compresor con gestión eléctrica).